# Chambon-sur-Cisse
Chambon-sur-Cisse település Franciaországban, Loir-et-Cher megyében. Lakosainak száma 691 fő (2018. január 1.). Chambon-sur-Cisse Blois, Chouzy-sur-Cisse, Coulanges, Orchaise, Seillac és Valencisse községekkel határos.

## Népesség
A település népességének változása:
| Lakosok száma | 441  | 521  | 731  | 782  | 742  | 686  | 681  | 671  | 659  | 691  |
|               | 1968 | 1975 | 1982 | 1990 | 1999 | 2011 | 2013 | 2015 | 2017 | 2018 |